# Coryellina
Coryellina is een geslacht van uitgestorven kreeftachtigen uit de klasse van de Ostracoda (mosselkreeftjes).

## Soorten
- Coryellina advena Schneider & Tkacheva, 1972 †
- Coryellina alba Kotschetkova, 1987 †
- Coryellina bella Ivanova (N.) & Blyumakova, 1980 †
- Coryellina bicornis (Croneis & Gale, 1939) Sohn, 1954 †
- Coryellina cesarensis Crasquin, 1985 †
- Coryellina curta (Rozhdestvenskaya, 1959) Coen, 1985 †
- Coryellina cybaea (Rozhdestvenskaya, 1959) Coen, 1985 †
- Coryellina elegans (Croneis & Gutke, 1939) Cooper, 1941 †
- Coryellina excaudata Jones (P. J.), 1989 †
- Coryellina firma Kellett, 1935 †
- Coryellina fortis Kotschetkova, 1987 †
- Coryellina grandis Robinson, 1978 †
- Coryellina guizhouensis Zhang & Xiong, 1987 †
- Coryellina imitatrix Zanina, 1960 †
- Coryellina indicata Sohn, 1954 †
- Coryellina indistincta Coryell & Rozanski, 1942 †
- Coryellina inflata (Harlton, 1929) Sohn, 1962 †
- Coryellina innata Tschigova, 1977 †
- Coryellina intermedia Sohn, 1962 †
- Coryellina kurti Coryell & Rozanski, 1942 †
- Coryellina mesodevonica Gurevich, 1972 †
- Coryellina minima Tschigova, 1960 †
- Coryellina muhuaensis Zhang & Xiong, 1987 †
- Coryellina obesa Green, 1963 †
- Coryellina reitlingerae Tschigova, 1960 †
- Coryellina reticosa (Jones & Kirkby, 1886) Robinson, 1978 †
- Coryellina robertsi Jones (P. J.), 1989 †
- Coryellina sanctacrucensis Olempska, 1979 †
- Coryellina spinifera Woszczynska, 1981 †
- Coryellina spinosa Green, 1963 †
- Coryellina subelegans Buschmina, 1959 †
- Coryellina tarchanica Buschmina, 1981 †
- Coryellina tenuisulcata Olempska, 1979 †
- Coryellina triceratina (Posner, 1955) Tschigova, 1960 †
- Coryellina ventricornis (Jones & Kirkby, 1886) Sohn, 1954 †
- Coryellina ziganensis Kotschetkova, 1975 †